# Wu Tao
Wu Tao (chinesisch 吳濤, Pinyin Wú Tāo; * 3. Oktober 1983 in Benxi) ist ein ehemaliger chinesischer Leichtathlet, der auf den Diskuswurf spezialisiert war.

## Sportliche Laufbahn
In den Jahren von 2001 bis 2007 wurde Wu Tao chinesischer Meister im Diskuswurf.
Erste internationale Erfahrungen sammelte er vermutlich im Jahr 2001, als er bei den Juniorenasienmeisterschaften in Bandar Seri Begawan mit einer Weite von 60,14 m die Goldmedaille im Diskuswurf gewann. Im Jahr darauf siegte er mit 64,51 m bei den Juniorenweltmeisterschaften in Kingston und gewann anschließend auch bei den Asienspielen in Busan mit 60,76 m die Goldmedaille. 2003 siegte er mit 62,32 m bei der Sommer-Universiade in Daegu und gewann anschließend auch bei den Asienmeisterschaften in Manila mit 61,43 m die Goldmedaille. Im Jahr darauf nahm er an den Olympischen Sommerspielen in Athen teil und schied dort mit 60,60 m in der Qualifikationsrunde aus. 2005 verpasste er bei den Weltmeisterschaften in Helsinki mit 61,75 m den Finaleinzug und belegte anschließend bei den Studentenweltspielen in Izmir mit 59,67 m den siebten Platz. Daraufhin brachte er bei den Asienmeisterschaften in Incheon keinen gültigen Versuch zustande und siegte dann mit 61,74 m bei den Ostasienspielen in Macau. Im Jahr darauf nahm er erneut an den Asienspielen in Doha teil und belegte dort mit 58,54 m den fünften Platz. 2009 gewann er bei den Asienmeisterschaften in Guangzhou mit 59,27 m die Bronzemedaille hinter den Iranern Ehsan Hadadi und Mohammad Samimi. 2014 gelangte er bei den Asienspielen in Incheon mit 56,67 m auf den achten Platz und im September 2017 beendete er seine aktive sportliche Karriere im Alter von 34 Jahren.